# Carl-Göran Hedén
Carl-Göran Hedén, född 11 september 1920, död 8 juni 2009 i Solna, var en svensk biotekniker och bakteriolog. 
Hedén doktorerade 1951 i medicin vid Karolinska institutet och anställdes 1953 vid Karolinska institutets bakteriologiska institution. Han var 1964–1986 professor i bakteriologisk bioteknik vid Statens medicinska forskningsråd. Han blev 1959 ledamot av Ingenjörsvetenskapsakademien och 1975 ledamot av Vetenskapsakademien. Carl-Göran Hedén är begravd på Norra begravningsplatsen utanför Stockholm.